# Apolipoproteina E
Apolipoproteina E (skr. ApoE lub apo E) – powierzchniowa apolipoproteina, czyli hydrofilny składnik lipoprotein takich jak HDL, VLDL i chylomikrony. Jest glikoproteiną bogatą w argininę, złożoną z 299 aminokwasów. Jej masa cząsteczkowa to 34,2 kDa. Powstaje głównie w wątrobie (70%), ale również w innych narządach (śledziona, mózg, płuca, nerki, nadnercza, jajniki i mięśnie). Nie bez znaczenia może być również jej produkcja przez makrofagi czy adipocyty. W osoczu może być wolnym łańcuchem proteinowym lub łączyć się z lipidami (tworząc lipoproteiny) i gotowymi lipoproteinami. Osiąga stężenie osoczowe ok. 5 mg/dl.

## Polimorfizm
Apolipoproteina E jest polimorficznym białkiem, tzn. ma 3 zasadnicze izoformy (o różnych aminokwasach w pozycjach 112 i 158 łańcucha polipeptydowego): apo E2 (najrzadsza, najbardziej stabilna chemicznie i termicznie; istotnie zmniejszone powinowactwo do receptora LDL), apo E3 (najczęstsza) i apo E4 (najmniej stabilna; większe powinowactwo do VLDL). Izoforma apo E4 może predysponować do rozwoju miażdżycy i chorób sercowo-naczyniowych.

## Funkcje
- składnik lipoprotein,
- wiązanie się lipoprotein z odpowiednimi receptorami (jest ligandem) – umożliwia wychwyt przez wątrobę i usuwanie VLDL, chylomikronów lub ich postaci resztkowych, tzw. remnantów,
- zapobiega rozwojowi miażdżycy poprzez uczestniczenie w wymianie cholesterolu pomiędzy lipoproteinami i regulację na poziomie makrofagów,
- pobudza wytwarzanie trójglicerydów przez wątrobę,
- bierze udział we wszystkich etapach odwrotnego transportu cholesterolu,
- regulacja aktywności osoczowych enzymów i białek ważnych dla metabolizmu lipoprotein: lipazy wątrobowej (HL), acylotransferazy lecytyna:cholesterol (LCAT) i białka transportującego estry cholesterolu (CETP),
- hamuje oksydację lipidów,
- pobudza powstawanie tlenku azotu (NO),
- hamuje aktywację i proliferację limfocytów T
- zmniejsza migrację i proliferację komórek śródbłonka naczyń
- pośrednio hamuje agregację płytek krwi